# Eva Bernoulli
Eva Bernoulli (* 4. März 1903 in Berlin-Schöneberg; † 12. Juni 1995 in Basel) war eine Schweizer Logopädin und Pädagogin aus der Familiendynastie Bernoulli.

## Leben und Werk
Eva Bernoulli war eine Tochter des Theologen und Schriftstellers Carl Albrecht Bernoulli und der Paula, geborene Heydenreich. Ihre Jugend verbrachte sie in Arlesheim und zeigte schon früh eine Begabung für Rhythmik und Theater.
1923 nahm sie am Bodensee Seminar Gesangs- und Sprechunterricht bei der Kammersängerin Weiss. In München studierte sie Rhythmische Gymnastik bei Rudolf Bode. In dieser Zeit lernte sie Maria Gundrum kennen. Wieder in Basel inszenierte sie mit jungen Leuten den Sommernachtstraum und absolvierte von 1925 bis 1928 die Ausbildung in Sprechtechnik und Dramaturgie  am Basler Konservatorium. 
Später studierte sie an der Universität Strassburg Französisch. Nach bestandenem Sprachexamen meldete sie sich bei Oskar Wälterlin am Basler Stadttheater und wurde Mitglied des neugegründeten Sprechchors. Zudem arbeitete sie ab 1927 als Sekretärin für Wälterlin und erhielt von ihm Regiestunden. 
1928 beendete sie erfolgreich die Ausbildung und leitete den Chor am Basler Stadttheater. In dieser Zeit traten Schwierigkeiten mit ihrer eigenen Stimme auf. In der Folge begann sie vier Jahre später ein Studium der Logopädie in Zürich.

1929 trat sie eine Stelle in Turin an und betreute die zehnjährige Tochter eines Professors. Später arbeitete sie im kaufmännischen Bereich in Mailand und betreute auch dort jüngere Kinder.

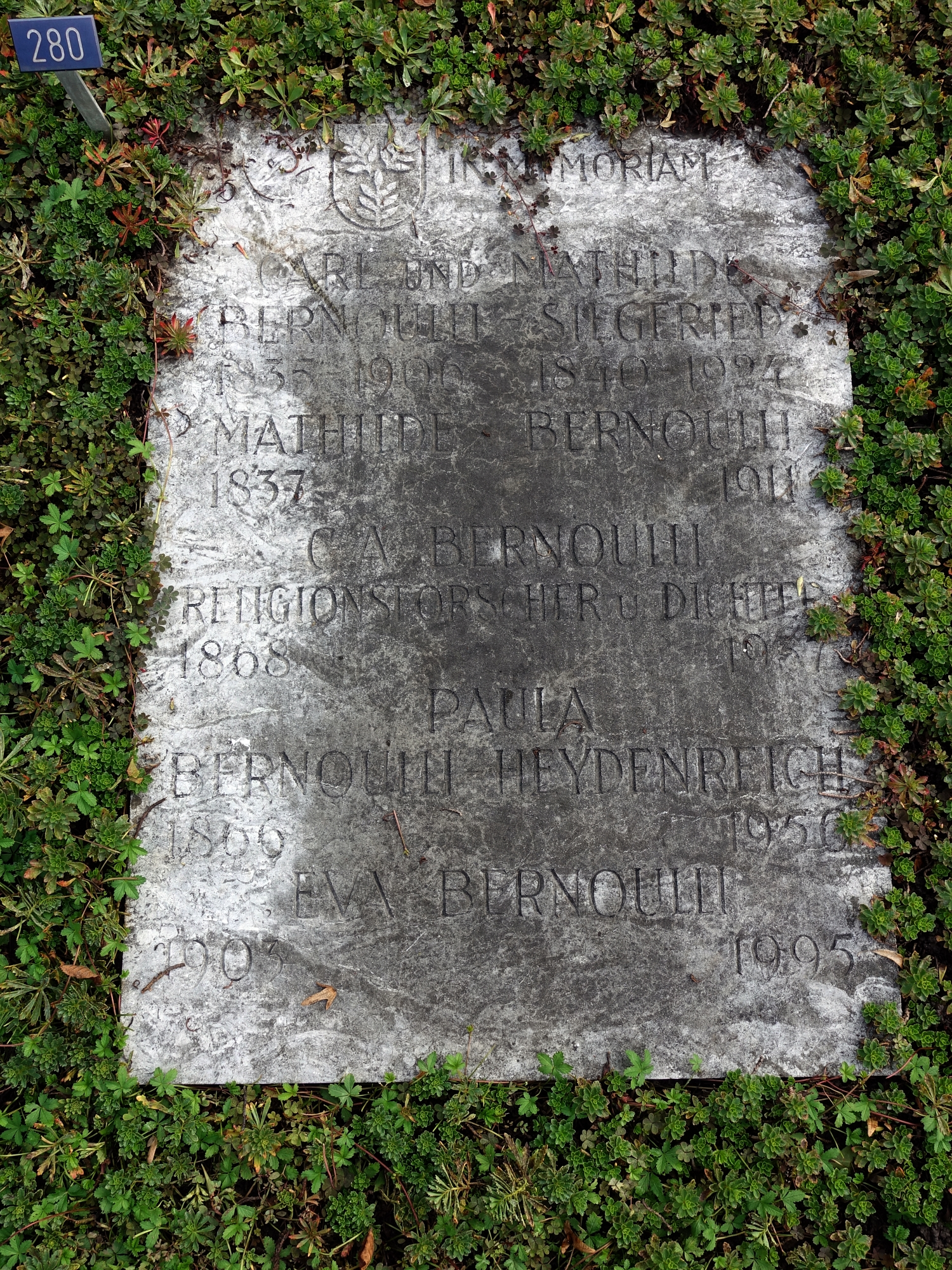
Familiengrab auf dem Friedhof am Hörnli

Wieder in Basel assistierte sie bei der bekannten Sprachpädagogin und Rezitatorin Marga Muff-Stenz (1896–1992). Zudem wurde sie als Lehrerin für Sprecherziehung ausgebildet und unterrichtete an der Volksschule in Basel einen Kurs für Spracherziehung. Eva Bernoulli war ab 1932 Mitglied im Schweizerischen Lyceum-Club, wo sie viele literarisch-rezitatorische Veranstaltungen bestritt. 
1934 kehrte sie für ein Jahr nach München zurück, um sich auf dem Gebiet der Sprecherziehung weiterzubilden. Als praktische Mitarbeiterin arbeitete sie für den Unterricht von sprachgestörten Kindern und als persönliche Hilfe für sprachliche und stimmliche Untersuchungen bei Max Nadoleczny. Weiter Studien führten sie an die Universität von Paris (Sorbonne).
Ab 1939 hatte sie die offizielle Bewilligung, als Hilfskraft von Fachärzten Sprachheilunterricht zu erteilen. Eva Bernoulli  leistete mit ihrer Sprachtherapie massgebliche Arbeit bei Sprechbehinderungen. Nach Abschluss des Studiums liess sie sich als selbstständige Therapeutin nieder und wurde 1948 die erste Logopädin der Schweiz. Sie erteilte u. a. Sprecherziehungskurse für Pädagogen und Pastoren. Zudem arbeitete sie von 1942 bis 1963 auch als Religionslehrerin.
Nebenbei leitete Eva Bernoulli verschiedene Laien-Theatergruppen. So war sie zwischen 1936 und 1940 an den Kammerspielen Bernoulli in Basel tätig. Zudem trat sie erfolgreich mit vielen Rezitations-Programmen und Hörspielen an die Öffentlichkeit. Auch engagierte sie sich sehr für den Erhalt der Basler Mundart. Um diesen Dialekt zu lernen, bot sie über Jahre spezielle Kurse an. Von 1965 bis 1973 arbeitete sie in der Gehörlosen- und Sprachheilschule Riehen (GSR). Zudem förderte sie zeitlebens künstlerisch tätige Frauen beim internationalen Zonta- und Lyceumsclub sowie bei der Vereinigung der Berufs- und Geschäftsfrauen. 
An ihrem 75. Geburtstag wurde Bernoulli als Ehrenmitglied in die Schweizer Gesellschaft für Phoniatrie aufgenommen und an ihrem 83. Geburtstag ehrte sie die Universität Basel mit dem Ehrentitel Dr. med. h.c.
Eva Bernoulli fand ihre letzte Ruhestätte auf dem Friedhof am Hörnli.

## Schriften
- Mein Weg zu Sprache und Stimme (1984).[1]
- Erinnerungen an meinen Vater Carl Albrecht Bernoulli 1868–1937, Basel 1987.
- Musen-Almanach einer Baslerin. Festgabe zum 90. Geburtstag, Basel 1993.[2]